# Coussarea morii
Coussarea morii är en måreväxtart som beskrevs av John Duncan Dwyer. Coussarea morii ingår i släktet Coussarea och familjen måreväxter.
Artens utbredningsområde är Panamá. Inga underarter finns listade i Catalogue of Life.